# Nuestra Señora de los Dolores (Astorga)
Nuestra Señora de los Dolores es una talla realizada por José de Rozas en 1705. Portada el Domingo de Ramos por la Archicofradía de Nuestra Señora de los Dolores, la imagen está ubicada en la Iglesia de San Bartolomé de Astorga, en León (Castilla y León, España).

## Historia
Realizada por Rozas en su taller de Valladolid en 1705,: 29  la imagen, que probablemente sustituye a una anterior, fue comisionada al escultor aprovechando que se encontraba trabajando en aquella época en algunas de las imágenes del retablo mayor de la Iglesia de San Bartolomé. Rozas, en calidad de miembro de la Ilustre Cofradía Penitencial de Nuestra Señora de las Angustias de Valladolid, tuvo gran facilidad para realizar una copia de la imagen titular de la hermandad,: 188  la famosa Virgen de las Angustias tallada por Juan de Juni hacia 1561. Los gastos (2300 reales) fueron sufragados con donativos aunque casi en su totalidad por el entonces párroco Fernando González Castañón y la feligresa María Antonia Santiesteban, viuda de Francisco de la Fuente, siendo la imagen enviada a Astorga en 1706: 29  y expuesta al culto el 21 de noviembre del mismo año.

## Descripción
La Virgen, representada con cierta edad, aparece derrumbada por el dolor al pie de la cruz, completamente sola y con una disposición helicoidal del cuerpo con el fin de remarcar el grado de ansiedad producto del estado de trance en el que se encuentra sumida. La pierna derecha se halla casi extendida del todo mientras que la izquierda está flexionada y hacia atrás, gesto que provoca un pronunciado arqueamiento del tronco hacia el lado izquierdo, con el hombro de este lado claramente adelantado respecto al otro. La disposición de ambas piernas guarda consonancia en cierta forma con los brazos ya que el derecho se apoya en el pecho en señal de desconsuelo mientras que el izquierdo se halla estirado hacia la parte posterior y cubierto por el manto, con la mano parcialmente tapada a imagen y semejanza de la talla de Juni, quien tenía por costumbre cubrir partes anatómicas con pañería, destacando en este aspecto diversas obras: la María Magdalena del Santo Entierro (1541-1544) del Museo Nacional de Escultura; la Virgen de la Esperanza (c. 1550) de la Iglesia de Santiago de Allariz; el relieve de la Virgen de la Piedad (1550-1560) del retablo de la Capilla de los Alderete en la Iglesia museo de San Antolín de Tordesillas; el San Juan del Calvario de Ciudad Rodrigo (1556-1557) del Museo Nacional de Escultura; y la María de Cleofás del Santo Entierro (1566-1571) de la Catedral de Segovia.
La carga emocional radica en la cabeza, elevada, con la boca ligeramente abierta y los ojos, de cristal,: 188  alzados hacia el cielo en actitud suplicante, estando la obra caracterizada en líneas generales por una composición piramidal y robusta, si bien a diferencia de la escultura de Juni la de Rozas no posee el mismo nivel de patetismo. La imagen, policromada y estofada por Manuel y Agustín de Estrada,: 104  luce ropajes superpuestos consistentes en una túnica en color burdeos con rica ornamentación barroca y sobre esta un sayo de color pardo con manga corta, una toca en color marfil y un manto azul con cenefa dorada apoyado en el hombro izquierdo el cual cae por la parte posterior y se recoge entre las piernas. Los paños lucen una gran cantidad de drapeados en forma de arista que dotan a la imagen de gran movimiento y apariencia almidonada, destacando un marcado equilibrio en las ondulaciones de todas las prendas, si bien en la zona del pecho, donde la mano derecha entra en contacto con la túnica, no se producen tantos pliegues como en la imagen vallisoletana, lo que disminuye la sensación de profundidad, aspecto que queda disimulado por los siete cuchillos que la Virgen luce en el pecho. Estas piezas fueron donadas en 1897 por Juana Sánchez debido a que los anteriores puñales, realizados en plata y costeados en 1728 por los fieles (entre los que figura Santiesteban según los libros de cuentas de la Archicofradía de Nuestra Señora de los Dolores, fundada el 4 de abril de 1911), fueron robados por los franceses en el marco de la Guerra de la Independencia Española, conociéndose además que los cuchillos originales eran de acero (hay constancia de la existencia en Astorga con anterioridad a la talla de Rozas de imágenes de idéntica temática gracias a devocionarios antiguos en los que figuran ilustraciones de Vírgenes, probablemente de bastidor, con cuchillos en el pecho).
Como elemento accesorio, además de los puñales, porta una diadema de orfebrería rematada por dieciocho rayos intercalados, luciendo a mayores un manto negro bordado cuando sale en procesión. Respecto a la cruz, esta es de gran tamaño y carece por completo de cualquier adorno así como del tradicional letrero con el monograma INRI, si bien del travesaño cuelga un sudario de encaje, quedando el madero perfectamente enmarcado por el camarín donde es venerada la Virgen todo el año. Esta pieza, de estilo neogótico y realizada en plata de Meneses (fiel a su vez a los modelos de las custodias de Toledo y Córdoba), fue obsequiada en 1894 por los fieles Indalecio Iglesias y Modesto Goy, posible pariente de Facundo Goy, quien regaló en 1871 el estandarte de la hermandad, en el que aparece representada la talla de Rozas acompañada por dos querubines a los lados.

## Legado
La imagen, protagonista del cartel de la Semana Santa de Astorga de 2019, tuvo el honor de participar en la exposición Civitatis Domina. La Virgen de las Angustias y las gentes de Castilla, celebrada en 2009 en la Sala Municipal de Exposiciones del Teatro Calderón en Valladolid, donde compartió espacio con la Virgen de las Angustias de Salamanca, la Virgen Dolorosa de Medina de Rioseco, la Virgen de las Angustias de Segovia y la Virgen de las Angustias de Becerril de Campos.